# پدرو گرومل
پدرو تونون گرومل (پرتغالی: Pedro Tonon Geromel؛ زادهٔ ۲۱ سپتامبر ۱۹۸۵) بازیکن فوتبال اهل برزیل است.
از باشگاه‌هایی که در آن بازی کرده‌است می‌توان به ویتوریا گیمارش، کلن، مایورکا، گرمیو اشاره کرد.
او همچنین در تیم ملی فوتبال برزیل هم بازی کرده‌است.